# Integrazione globale dei mercati dell'argento in Cina
L'Integrazione globale dei mercati dell'argento in Cina è la congiuntura tra la riduzione dei costi di estrazione nelle miniere americane e giapponesi e una plurisecolare domanda cinese alimentata dal consolidamento della fiscalità statale nella tassazione in argento e del nascente settore mercantile privato, avvenuta durante i periodi 1550-1640 e 1700-1750. Tra queste due entità economiche si instaurò un flusso di scambi commerciali alimentato inizialmente dall’arbitraggio sui rapporti bimetallici oro-argento, che causò però il successivo allineamento dei prezzi e l’integrazione dei singoli mercati regionali in una nascente rete globale. Questi fattori conversero dal XVI al XVIII secolo a stimolo di una forte espansione dell’attività estrattiva e del suo trasporto verso la Cina.

## Manila e l'origine del commercio globale

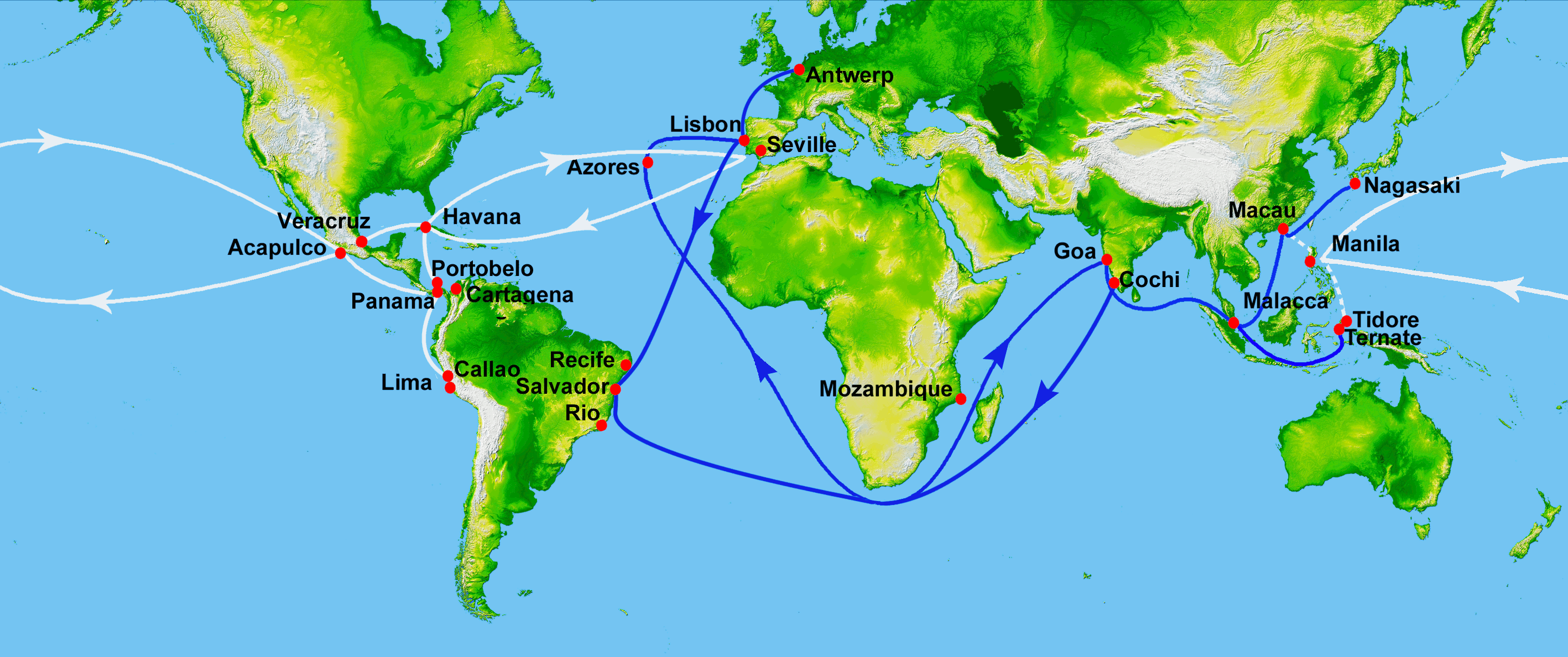
Mappa delle principali rotte oceaniche spagnole (bianco) e portoghesi (blu) dal XVI secolo

Il 24 giugno 1571 venne fondato il nucleo spagnolo della città di Manila, in seguito a un breve periodo di conflitto e contatti diplomatici tra i rappresentanti di Filippo II - una spedizione esplorativa guidata da Miguel López de Legazpi - e i locali vassalli del sultano del Brunei. Per i tre secoli successivi, la città rimase non solo il centro amministrativo del nuovo vicereame spagnolo, ma anche uno degli snodi centrali dei traffici spagnoli tra Europa, Americhe e Asia.
La città filippina fu un centro di transito dei traffici commerciali in partenza da Acapulco. Stime conservative pongono a 150.000 tonnellate la produzione totale di argento nelle colonie americane nel periodo 1500-1800 (l'80% della produzione globale), la cui stragrande maggioranza era diretta al nascente flusso globale del prezioso metallo. Manila funse quindi da perno nell’emergente traffico globale di argento (denominato dallo studioso Dennis O. Flynn 'ciclo Potosì-Giappone').
Questa quantità di metallo prezioso alimentava la massiccia e preesistente domanda cinese di argento, derivata da una sovrapposizione di domanda di uno strumento di fiscalità per lo stato e di scambio e tesaurizzazione tra privati. In un primo momento (fino al 1595) l'argento giapponese costituiva la maggioranza del metallo transitante nel porto filippino, successivamente affiancato e sostituito da quello peruviano dal 1630. Il periodo di pace duraturo (ovvero il quarantennio di stabilità interna e esterna del sistema imperiale Ming che coincide con l’inizio di queste tratte) stimola ulteriormente questa necessità. In termini concreti, durante il periodo tra XVI e XVII secolo si erano create le condizioni economiche, sociali e politiche favorevoli all’importazione di grandi quantità di un mezzo monetario complementare alle preesistenti monete bronzee e cartacee.

## Aspetti generali della monetazione cinese e dei flussi di metallo monetario dall’XI al XVIII secolo

### Prodromi durante le dinastie Song e Yuan
Nella teoria politica cinese la moneta fu uno strumento di ordine sociale e economico, al pari delle corti giudiziarie, dell’esercito o del sistema burocratico. L’autorità centrale si arrogava il diritto di manipolare il quantitativo di moneta e merci in circolazione per equilibrare i loro scambi, limitando - in linea teorica - le fluttuazioni del mercato. La connotazione burocratico-fiscale dello stato cinese vide nella moneta bronzea lo strumento ideale di relazione tra autorità centrale e individuo. Questi processi furono accelerati specialmente dopo le riforme del primo ministro Wang Anshi (decennio del 1070) durante la dinastia Song. Inteso teoricamente come strumento a sostegno di una economia fisiocratica, questo comportava un coinvolgimento, raramente approvato, dell’agricoltura nel mercato. Solo con la vendita dei prodotti agricoli era possibile ottenere moneta sufficiente al pagamento delle imposte, esponendo una parte della produzione agricola ai meccanismi di mercato.
In questo contesto, la moneta bronzea assunse anche un valore di scambio tra privati. Lo stato ne garantiva implicitamente la circolazione e l’accettazione universale tramite l’imposizione fiscale, favorendone la fiducia come deposito di valore anche nelle contrattazioni che non riguardano l’autorità centrale. Questa popolarità si rifletteva nell’ampia circolazione della moneta cinese anche nei commerci dell’Asia orientale e in misura minore nell’oceano Indiano.
Il sistema economico cinese richiedeva quindi ampie quantità di moneta, idealmente prodotte in ampia quantità, a basso costo per lo stato e di facile distribuzione. Dati i costi di produzione e la fluttuazione del prezzo dei componenti metallici, garantire l’elasticità dello stock monetario e la rapida raccolta delle tasse non era sempre possibile. Da questo deriva la scelta di far circolare moneta cartacea garantita dalla convertibilità in argento. La successiva dominazione mongola impose una rinnovata importanza del chiaro metallo come unità di conto e come garanzia di una nuova moneta cartacea, il Zhongtong chao, usato come esclusivo mezzo di pagamento di imposte commerciali e alcune forme di tassazione.
A partire dagli ultimi anni della dinastia Song meridionale e per i diretti successori Yuan e Ming, la gestione della triplice forma monetaria - moneta di bronzo e di carta, argento non coniato - e del loro interscambio fu caratterizzata da una tendenza alla svalutazione della moneta cartacea e bronzea a favore del terzo mezzo monetario citato e del suo valore intrinseco. Questo avvenne a causa del progressivo rifiuto dello stato della convertibilità argentea e la scarsa fiducia di chi era costretto a utilizzarla per la seconda, mentre lo svilimento e la mancanza di disponibilità in quantitativi sufficienti disincentivano l’uso la prima.

### Maturazione del sistema in periodo Ming e Qing

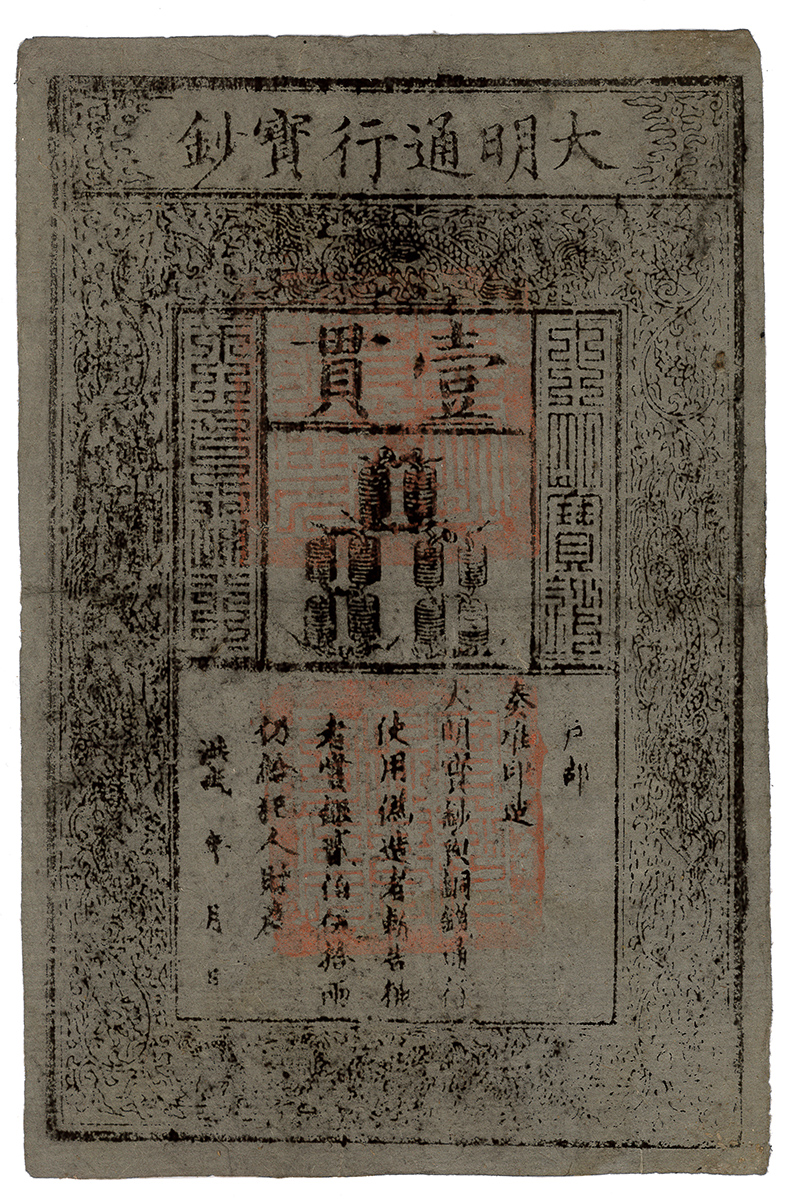
Banconota rilasciata dalla dinastia Ming dal valore di 1 Guàn - valore nominale originale di 1000 monete bronzee, riunite tradizionalmente in una stringa di 36.4×22 cm

Le aspettative e le condizioni dei due livelli di scambio sempre più importanti, ossia quelli dello scambio al dettaglio e del commercio di lunga distanza, persistevano tra i privati in cerca di un mezzo di pagamento più stabile. La moneta cartacea poteva essere imposta e circolare nella fiscalità, ma l’interruzione dell’attività delle zecche statali che venne imposta dagli imperatori Ming fino al 1500 portò solo a sviluppi paralleli al di fuori dei meccanismi statali. Questo periodo fu caratterizzato dal forte aumento del free coniage – monetazione privata - e dell’estrazione dell’argento locale al di fuori del monopolio centrale, esautorando il controllo statale sulla monetazione.
Con questa congiuntura avvenne l’inizio del “secolo d’argento”, attraverso l’importazione improvvisa di grandi quantità d’argento dal Giappone e dalle colonie spagnole del sud America. Questa trasfusione di metallo prezioso accelerò i processi di commercializzazione dell’economia agraria e la specializzazione produttiva di prodotti come seta e porcellana, spesso a scapito delle categorie in balia dei flussi dei mercati. Grazie alla fiducia nel suo valore intrinseco, la facile trasportabilità e la relativa stabilità di valore, l’argento si impose come mezzo di scambio privilegiato e unità di conto (sotto forma del tael, che rappresenta dai 30 ai 50g di metallo).
Dopo un ultimo tentativo di ristabilimento della moneta bronzea durante il regno dell’imperatore Wanli (1572-1620), le corti Tianqi e Chongzen (1620-1644) furono costrette a prendere atto della situazione monetaria e imposero il versamento della quasi totalità dei tributi in metallo nobile. Questa misura drastica, favorita sicuramente dalle spese sostenute durante l’invasione Manchu dal 1618, era comprensibile in relazione alla divergenza del rapporto di cambio oro-argento tra Europa-Giappone e Cina: un’unità d’argento venduta nell’estremo oriente fruttava il doppio del quantitativo d’oro rispetto al luogo di provenienza. La lunga resistenza politica a questo cambio era dovuta al fatto che la maggior parte del prezioso metallo era stato tesaurizzato dall’aristocrazia fondiaria e dalla parte più fortunata e abbiente del ceto mercantile, che avrebbe imposto prezzi straordinari nel venderlo a chi avrebbe dovuto usarlo come mezzo di pagamento.
L’erario cinese generò così profitto dal signoraggio tra tassazione in argento e dalla massiccia riduzione di fino nella moneta di bronzo, sacrificando ogni controllo statale sulla monetazione al mercato e agli sviluppi locali. Questi guadagni vennero scaricati sulle categorie sociali pagate a salario e costrette a accettare moneta svilita a valore nominale, come soldati, ufficiali pubblici e lavoratori; il pagamento di imposte e tasse veniva naturalmente imposto in argento, favorendo una spirale di indebitamento per le classi subalterne. Questa situazione continuò immutata anche durante i primi decenni della dinastia Qing, a sostegno del primo consolidamento interno e della sottomissione della frontiera settentrionale durante il regno dell’imperatore Kangxi (1661-1722). Solo durante il cinquantennio di pax sinica a metà del XVIII secolo lo stato tornò a controllare parte della coniazione bronzea, in quanto periodo di forte stabilità interna e espansione economica.
Dalla relativa unità monetaria del periodo Song era ormai avvenuta una transizione verso un forte eclettismo regionale e segmentazione di valute che rispondono ai bisogni e risorse locali. Parallelamente, la domanda d’argento rimase elevata per tutto il periodo fino al XIX secolo come mezzo di tesaurizzazione, scambio a livello transregionale e con il resto della “sinosfera” e di prelievo fiscale in un contesto di incremento demografico e commerciale del medio impero Qing. L’argento non rappresentò tuttavia una moneta universale in quanto inadatta agli scambi al dettaglio a livello locale. Essa completava il caleidoscopio dei vari mezzi di transazione disponibili ai singoli attori economici.

## Movimento e prezzi dell'argento nei primi mercati globali

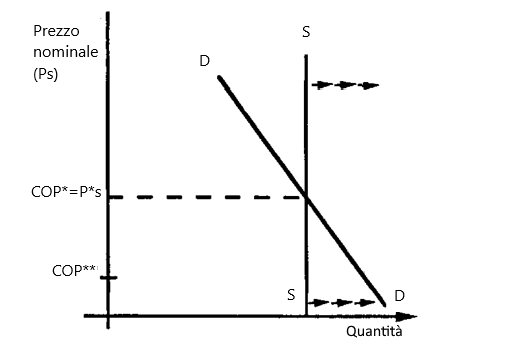
Rappresentazione semplificata dell’andamento del mercato globale di argento alla fine del XVI secolo

Stabilite le funzioni dell’argento all’interno del sistema monetario e commerciale cinese, è necessario comprendere le motivazioni di questo flusso dalle miniere andine e giapponesi verso il mercato Ming e Qing. Un modello microeconomico specifico all’argento è utile a comprendere questo fenomeno. A differenza di una impostazione macroeconomica di equilibrio tra esportazioni e importazioni, esso prevede un equilibrio tra rateo di produzione atto a massimizzare i profitti da parte dell’offerta e della domanda di una specifica merce. In quanto bene durevole, è possibile considerare l’intera produzione globale del metallo avvenuta fino al 'secolo d’argento' come una riserva o stock dell’offerta. In una istantanea del mercato dell’argento (in questo caso l’ultimo decennio del XVI secolo) è possibile appiattire la curva della offerta (S) in quanto non reattiva al prezzo (P) dell’argento. In un momento di equilibrio, il suddetto prezzo tende a allinearsi al costo di produzione (COP*) per naturale tendenza microeconomica. La scoperta di un numero significato di miniere d’argento in America meridionale e in Giappone (nel periodo 1550-1630) e in Messico (1700-1750) e l’introduzione di nuove tecniche di produzione comportano una riduzione considerevole del nuovo prezzo di estrazione per unità (COP**).

Una parte significativa del profitto di arbitraggio è dovuto all’amalgamazione del metallo prezioso tramite mercurio, che ne riduce sensibilmente il costo di raffinazione. Il processo, già ampiamente conosciuto nel continente euroasiatico, viene applicato sull’argento del Messico, Bolivia e Perù su larga scala a partire dalla seconda metà del XVI secolo in sostituzione ai frantoi eolici. Il ciclo Potosì-Giappone ha quindi una tappa importante a Almadén, centro di raffinazione e distribuzione coloniale del mercurio sulla costa sud-occidentale spagnola.

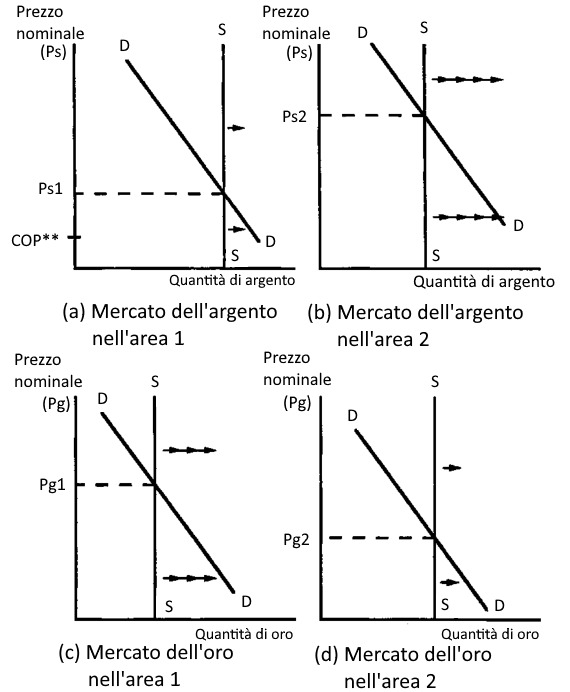
Modello semplificato del sistema di scambio di oro verso il sistema Europa-Giappone e di argento verso la Cina

Il conseguente disavanzo alimentò l’espansione dell’industria mineraria e delle quantità estratte, fino a un nuovo allineamento tra prezzo e costi produttivi. Il tempo necessario a questo riallineamento dipese dalla quantità di riserve accumulate dal sistema economico messo in comunicazione. L'argento disponibile nello stock globale era molto per via della sua non deperibilità. Fu necessario quindi un lungo periodo per far sì che la crescita percentuale dell’argento estratto sul totale disponibile potesse sorpassare la crescita nella domanda (D); solo allora giunse a compimento il ritorno a un nuovo equilibrio come quello iniziale. La quantità di argento introdotta nel circolo in questo periodo fu quantitativamente molto alta, ma era solo una frazione limitata del totale dello stock preesistente.
È tuttavia necessario definire più precisamente il sopracitato mercato globale, meglio definibile come una sovrapposizione di svariati mercati regionali limitati dalle capacità di comunicazione e trasporto. A scopo di semplificazione, una rete di n-submercati è ridotta a due: l’area 1 esporta argento verso una regione in cui è valutato a prezzi maggiori mentre importa oro da regioni in cui l’arbitraggio è vantaggioso; il contrario avviene nell’area 2. Il trasporto di argento verso 2 (ovvero il mercato cinese) aumenta le riserve di tale metallo in proporzione all’area 1, mentre il flusso d’oro verso l’area 1 (Europa-Giappone) incrementa lo stock aureo in relazione a quello cinese. L’esaurirsi dei profitti di arbitraggio comporta l’equilibrio dei rapporti bimetallici (e relativi prezzi) tra le regioni coinvolte. Particolari congiunture dei costi e disponibilità nella domanda e/o offerta mettono in moto flussi tra due mercati locali fino all’esaurirsi dei profitti di arbitraggio, ma questo non fa altro che fornire gli stessi stimoli a chi non è stato coinvolto in partenza.

Stabilito un prezzo globale per una merce, il volume in ingresso a un mercato locale è correlato alla domanda; quantità sufficienti di prodotto sono state mosse dalle regioni esportanti a quelle importatrici per via delle dinamiche spiegate precedentemente, portando alla definizione di un prezzo globale. In seguito, una domanda stabile e di grandi dimensioni tende a calamitare l’attività di esportazione, che trova vantaggio nel ridurre l’incertezza del proprio profitto. Prezzo e aumenti nella quantità del prodotto sono i fattori dell’offerta che mutano in caso di squilibri tra mercati locali, ma per le variazioni della domanda le forze in azione sono più complesse (come crescita di popolazione, prosperità economica, politica fiscale o particolarità culturali).

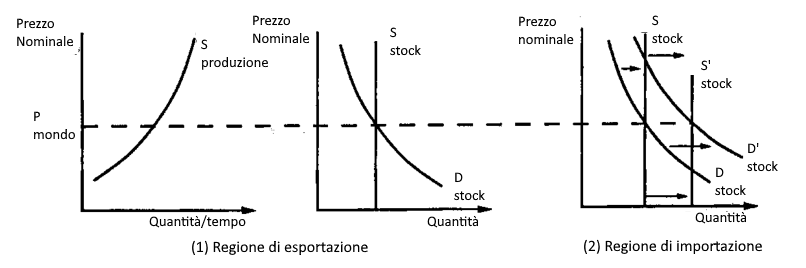
Scambio di un bene non deperibile in un contesto privo di arbitraggio

## L’impatto dell’arresto delle importazioni di argento nella transizione dal periodo Ming a quello Qing
Il periodo 1630-1660 fu caratterizzato da un arresto delle esportazioni di argento da Manila e Macao verso la Cina. Questo si dovette all’esaurimento delle miniere giapponesi e a una congiuntura sfavorevole nelle Americhe di una contemporanea riduzione del mercurio estratto e disponibile per l’amalgamazione.
La recente imposizione fiscale esclusivamente in argento, voluta dalle corti Tianqi e Chongzen a partire dagli anni 20 del XVII secolo, costituì il principale mezzo di sostentamento finanziario dell’erario cinese. L’interruzione dei flussi in ingresso del prezioso metallo fu deleteria per le sue ramificazioni nell’economia imperiale. In condizioni normali, buona parte delle entrate fiscali sarebbero state reinvestite in beni e servizi, rientrando nell’economia a favore dei settori economici e sociali coinvolti. Questo non avvenne in questo difficile decennio per via dell’incapacità e corruzione nella gestione del sistema fiscale, dalle spese militari e dalla naturale tendenza alla tesaurizzazione nei periodi di crisi. L’economia cinese si ridusse quindi a soddisfare solo i bisogni essenziali e all’autosufficienza locale, in quanto una complessa e poliedrica serie di difficoltà di tipo politico, ambientale e di ordine pubblico iniziò a sgretolare le fondamenta del sistema Ming dai primi anni del XVII secolo. Dal punto di vista strettamente fiscale-monetario avvenne un irrigidimento dell’imposizione fiscale e la svalutazione della moneta bronzea per il disfacimento del sistema delle zecche statali e un incremento della falsificazione.
Dati i fattori precedenti e l’incremento dell’imposizione fiscale la quantità di argento in circolazione diminuì, accelerando il forte incremento di valore sul mercato, con conseguenze disastrose sull’economia: quasi totale scomparsa della moneta bronzea, costi estremamente alti dei beni di prima necessità e dei servizi, bloccaggio dei meccanismi statali e del sistema finanziario a sostegno delle forze militari.